# 塔尔琴 (阿塞拜疆乐器)
阿塞拜疆塔尔琴是一种使用传统方法制作的长颈弹拨弦乐器，与其演奏技能一同，在塑造阿塞拜疆民族的文化认同方面发挥重要作用，在阿塞拜疆各社群中被广泛演奏。塔尔琴可独奏或与其他传统乐器合奏。它也被许多人认为是该国最重要的乐器。
2012年，塔尔琴被列入联合国教科文组织人类非物质文化遗产名录。 

## 工艺
塔尔琴工匠将制造工艺传授给学徒，通常以家庭成员为主。塔尔琴的材料经过精挑细选：琴身为桑木，琴颈为坚果木，调音钉为梨木。工匠们使用各种工具打造出一个八字形的空心体，其上覆盖牛的薄心包。塔尔琴附有格纹琴颈，配有金属弦，琴身镶嵌珍珠母贝。

## 演奏

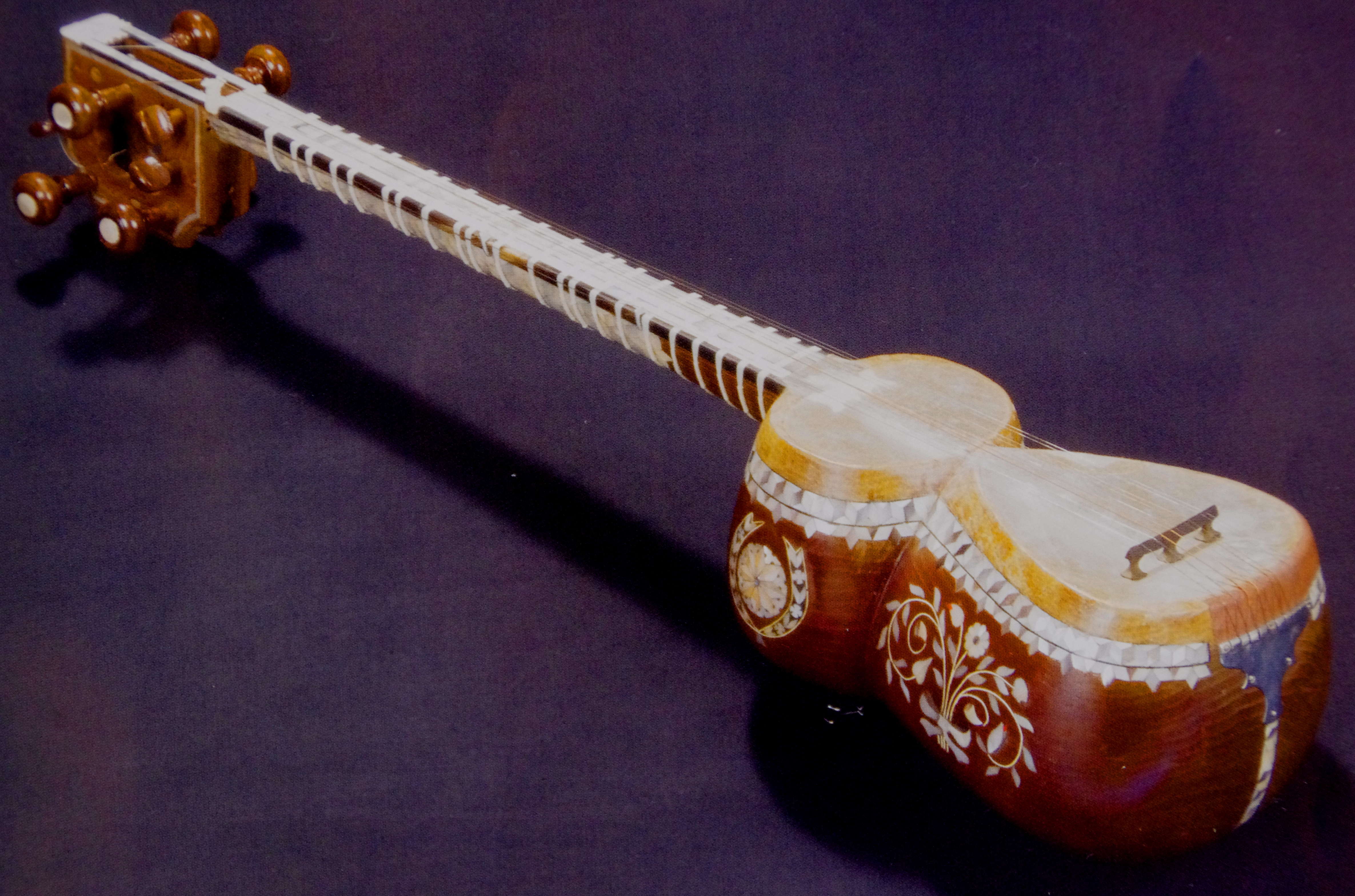
阿塞拜疆塔尔琴

演奏者水平手持乐器，抵在胸前，使用琴拨拨弄琴弦发声，同时使用颤音、击打等各种技巧来为音乐上色。塔尔琴表演在阿塞拜疆传统婚礼及许多社交聚会、节日活动和公共音乐会中占有重要地位。演奏者通过口耳相传、表演示范或在音乐教学机构开设课程向年轻人们传授他们的技能。

## 历史

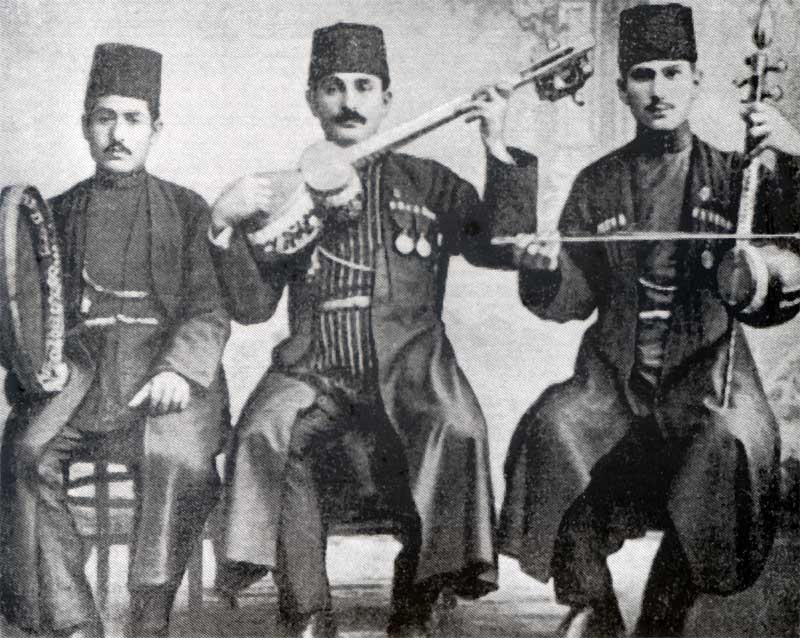
三个木卡姆表演者（塔尔琴表演者坐在中间）。1912年摄于巴库

19 世纪下半叶，塔尔琴经历了不同的革新。演奏家Mirza Sadiq Asad (1846-1902) 为传统塔尔琴引入了结构上和演奏形式上的变化，将琴弦数量增加到11条。 
在阿塞拜疆传统音乐中，塔尔琴可在木卡姆歌手三人组中作为主要乐器或者独奏，并至今一直在阿塞拜疆的传统和流行的木卡姆艺术中发挥着至关重要的作用。 